# 리만 제타 함수

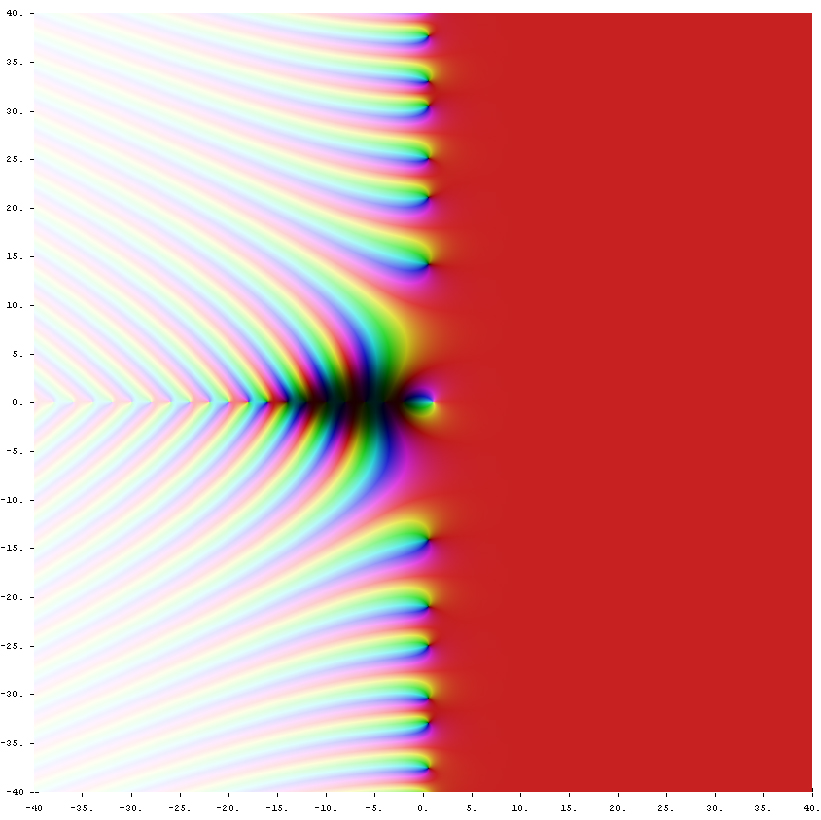
복소평면에서의 리만 제타 함수. 색이 짙을수록 절댓값이 작으며, 옅을수록 절댓값이 크다. 색상은 편각을 나타내며, 적색은 양의 실수, 연두색은 양의 허수, 옥색은 음의 실수, 남색은 음의 허수를 나타낸다.

정수론에서 리만 제타 함수(영어: Riemann zeta function) {\displaystyle \zeta (s)}는 소수들의 정수론적 성질을 해석적으로 내포하는 유리형 함수이다. 해석적 수론에서 소수의 분포를 연구할 때 핵심적인 역할을 하며, 또한 L-함수 이론의 모태이다.

## 정의

실수 s>1에 대한 리만 제타 함수의 그래프

리만 제타 함수는 실수부가 1보다 큰 임의의 복소수 {\displaystyle s(\in \mathbb {C} )}에 대해, 다음과 같은 디리클레 수열로 정의된다.
{\displaystyle \zeta (s)=\sum _{n=1}^{\infty }{\frac {1}{n^{s}}}}
이 무한급수는 {\displaystyle \Re (s)>1}의 영역에서 수렴하고, 위 식은 정칙함수를 정의한다. 리만은 제타 함수가 s ≠ 1인 모든 점에서 정의된 유리형 함수로 유일하게 해석적 연속이 가능하다는 것을 알았으며, 리만 가설에 등장하는 제타 함수는 확장된 리만 제타 함수를 뜻한다.

## 성질

### 해석적 연속과 함수 방정식
야코비 세타 함수
{\displaystyle \theta (\tau )=\sum _{n=-\infty }^{\infty }e^{\pi in^{2}\tau }}
를 쓰자.
{\displaystyle \int _{0}^{\infty }e^{-\pi n^{2}t}t^{\frac {s}{2}}{\frac {dt}{t}}={\pi }^{-{\frac {s}{2}}}\Gamma ({\frac {s}{2}}){\frac {1}{n^{s}}}}
이므로,
{\displaystyle \xi (s)=\pi ^{-s/2}\Gamma (s/2)\zeta (s)=\int _{0}^{\infty }({\frac {\theta (it)-1}{2}})t^{\frac {s}{2}}{\frac {dt}{t}}}
자이 함수({\displaystyle \xi } function)를 얻을 수 있다.
오른쪽의 적분은 모든 복소수 {\displaystyle s}에 대하여 수렴하지 않으나, 다음 식의 적분은 모든 {\displaystyle s}에 대하여 수렴한다.
{\displaystyle \xi (s)={\frac {1}{s-1}}-{\frac {1}{s}}+{\frac {1}{2}}\int _{0}^{1}(\theta (it)-{\frac {1}{\sqrt {t}}})t^{\frac {s}{2}}{\frac {dt}{t}}+{\frac {1}{2}}\int _{1}^{\infty }(\theta (it)-1)t^{\frac {s}{2}}{\frac {dt}{t}}}
한편 여기서 세타 함수의 성질
{\displaystyle \theta (-{\frac {1}{\tau }})={\sqrt {\frac {\tau }{i}}}\theta ({\tau })}
를 사용하면,
{\displaystyle \xi (s)={\frac {1}{s-1}}-{\frac {1}{s}}+{\frac {1}{2}}\int _{1}^{\infty }(\theta (it)-1)t^{\frac {1-s}{2}}{\frac {dt}{t}}+{\frac {1}{2}}\int _{1}^{\infty }(\theta (it)-1)t^{\frac {s}{2}}{\frac {dt}{t}}}
를 보일 수 있다.
이로부터 제타 함수의 해석적 연속과 함수 방정식
{\displaystyle \xi (s)=\xi (1-s)}
를 얻는다.

### 특수한 값들
다음은 작은 수에 대한 제타 함수의 값이다.
{\displaystyle \zeta (-1)=-{\frac {1}{12}}}
{\displaystyle \zeta (0)=-{\frac {1}{2}}}
{\displaystyle \zeta \left({\frac {1}{2}}\right)\approx -1.4603545} ; ( A059750)
{\displaystyle \zeta (1)=1+{\frac {1}{2}}+{\frac {1}{3}}+\cdots =\infty } ; 이것은 조화급수이다.
{\displaystyle \zeta \left({\frac {3}{2}}\right)\approx 2.612;} ; ( A078434) 보스-아인슈타인 응축에서 임계 온도를 계산하는데 사용된다.
{\displaystyle \zeta (2)=1+{\frac {1}{2^{2}}}+{\frac {1}{3^{2}}}+\cdots ={\frac {\pi ^{2}}{6}}} ; ( A013661) 이것은 원주율의 근사값을 구하기 위해 종종 사용된다.
{\displaystyle \zeta (3)=1+{\frac {1}{2^{3}}}+{\frac {1}{3^{3}}}+\cdots =1.202\cdots } ; ( A002117) 이것은 아페리 상수이다.
{\displaystyle \zeta (4)=1+{\frac {1}{2^{4}}}+{\frac {1}{3^{4}}}+\cdots ={\frac {\pi ^{4}}{90}}} ( A0013662) 이것은 플랑크 법칙으로부터 슈테판-볼츠만 법칙을 도출하는 적분 과정에서 사용된다.
{\displaystyle \zeta (5)=1+{\frac {1}{2^{5}}}+{\frac {1}{3^{5}}}+\cdots =1.036\cdots }
{\displaystyle \zeta (6)=1+{\frac {1}{2^{6}}}+{\frac {1}{3^{6}}}+\cdots ={\frac {\pi ^{6}}{945}}}
{\displaystyle \zeta (7)=1+{\frac {1}{2^{7}}}+{\frac {1}{3^{7}}}+\cdots =1.0083\cdots }
{\displaystyle \zeta (8)=1+{\frac {1}{2^{8}}}+{\frac {1}{3^{8}}}+\cdots ={\frac {\pi ^{8}}{9450}}}
{\displaystyle \zeta (9)=1+{\frac {1}{2^{9}}}+{\frac {1}{3^{9}}}+\cdots =1.0020\cdots }
{\displaystyle \zeta (10)=1+{\frac {1}{2^{10}}}+{\frac {1}{3^{10}}}+\cdots ={\frac {\pi ^{10}}{93555}}}
현재 리만 제타 함수가 실수부가 짝수({\displaystyle 2N})인 실수에서는 {\displaystyle \pi ^{2N}}의 유리수배, 즉 초월수임이 알려졌다. 홀수일 때에는 3의 제타 함수 값은 무리수이며, 5, 7, 9, 11의 제타 함수 값 중 적어도 하나가 무리수라는 것만이 알려져 있다.

### 오일러 곱셈과 디리클레 덧셈
레온하르트 오일러는 리만 제타 함수가 소수와 다음과 같은 관계가 있다는 것을 알아냈다.
{\displaystyle \zeta (s)=\prod _{p}{\frac {1}{1-p^{-s}}}}
{\displaystyle \zeta (s)\left(1-{\frac {1}{2^{s}}}\right)\left(1-{\frac {1}{3^{s}}}\right)\left(1-{\frac {1}{5^{s}}}\right)\cdots =1}
위와 같은 절차를 거쳐서 우변의 모든 소수의 배수를 없애주면
특정 합성수는 항상 소수의 곱으로써 나타낼 수 있다는 산술의 기본 정리에 따라서 분모가 합성수 또는 소수인 수가 모두 사라지고
마지막에는 1만이 남는다. 즉
{\displaystyle \zeta (s)\prod _{p}\left(1-{1 \over {p^{s}}}\right)=1}
{\displaystyle \zeta (s)\prod _{p}\left(1-p^{-s}\right)=1}
{\displaystyle \therefore \;\zeta (s)=\prod _{p}{\frac {1}{1-p^{-s}}}}
위에서 제시되는,
{\displaystyle \zeta (s)={1 \over 1^{s}}+{\frac {1}{2^{s}}}+{\frac {1}{3^{s}}}+\cdots } 는,
{\displaystyle \zeta (s)={1 \over 1^{s}}+{{1} \over {2^{s}}}+{{1} \over {3^{s}}}+\cdots =\sum _{n=1}^{\infty }{{1} \over {n^{s}}}=\zeta (s)}이다.
이것은 디리클레 급수(디리클레 덧셈)이다.
따라서,
{\displaystyle \zeta (s)=\sum _{n=1}^{\infty }{{1} \over {n^{s}}}=\prod _{p}{\frac {1}{1-p^{-s}}}}
리만 제타 함수는 규칙적으로 모든 자연수에 대한 무한급수로 정의되어 있기 때문에 많은 방법으로 성질을 탐구할 수 있다. 그리고 이 리만 제타 함수는 오일러 곱을 통해 소수와 연결된다. 따라서, 이 식을 이용하면 소수의 비밀을 수학적으로 파헤칠 수 있으며, 그렇기 때문에 이 식은 중요하게 이용된다.
즉 리만 제타 함수는 모든 소수 {\displaystyle p}에 대해 위와 같은 무한 곱으로 나타낼 수 있다. 위 식은 오일러의 곱셈 공식이라 불리며, 등비급수의 식과 산술의 기본 정리로부터 유도해낼 수 있다. 그 간단한 증명은 다음과 같다.
{\displaystyle \zeta (s)={1 \over 1^{s}}+{\frac {1}{2^{s}}}+{\frac {1}{3^{s}}}+\cdots }
{\displaystyle \zeta (s)=1+{\frac {1}{2^{s}}}+{\frac {1}{3^{s}}}+\cdots } 이고, 양변에 {\displaystyle {1 \over 2^{s}}}를 곱하고나서
{\displaystyle {1 \over 2^{s}}\cdot \zeta (s)={1 \over (2\cdot 1)^{s}}+{1 \over (2\cdot 2)^{s}}+{1 \over (2\cdot 3)^{s}}+{1 \over (2\cdot 4)^{s}}+\cdots }
{\displaystyle {1 \over 2^{s}}}를 곱하기 전의 식과 곱하고 나서의 식을 서로  빼주면,
{\displaystyle \zeta (s)-\left({\frac {1}{2^{s}}}\cdot \zeta (s)\right)=1+{\frac {1}{3^{s}}}+{\frac {1}{5^{s}}}+{\frac {1}{7^{s}}}+\cdots }
{\displaystyle \zeta (s)\left(1-{\frac {1}{2^{s}}}\right)=1+{\frac {1}{3^{s}}}+{\frac {1}{5^{s}}}+{\frac {1}{7^{s}}}+\cdots }과 같이
우변의 분모에서 2의 배수가 모두 사라지는 것을 관찰할 수 있다. 또한 계속해서 반복하면,
{\displaystyle \zeta (s)\left(1-{\frac {1}{2^{s}}}\right)\left(1-{\frac {1}{3^{s}}}\right)=1+{\frac {1}{5^{s}}}+{\frac {1}{7^{s}}}+{\frac {1}{11^{s}}}+\cdots }위와
동일한 절차로 우변의 분모에서 3의 배수가 모두 사라진다.

### 영점
함수 방정식에 따라, 리만 제타 함수는 음의 짝수 {\displaystyle s=-2,-4,-6,\dots }에서 영점을 가진다. 이 영점들을 자명한 영점(영어: trivial zero)이라고 한다. 리만 제타 함수의 자명하지 않은 영점들은 다음과 같은 임계 구역(영어: critical strip)에 존재한다.
{\displaystyle \{s\in \mathbb {C} \colon 0<\operatorname {Re} s<1\}}
임계 구역에서 다음과 같은 부분집합을 임계 직선(영어: critical line)이라고 한다.
{\displaystyle \{s\in \mathbb {C} \colon \operatorname {Re} s=1/2\}}
임계 직선 위에는 무한히 많은 영점들이 존재한다는 사실이 알려져 있다. 현재까지 계산된 모든 비자명 영점들은 임계 직선 위에 존재하고 있지만, 모든 영점들이 실제로 임계 직선 위에 있는지 여부는 아직 증명되거나 반증되지 못했다. 이는 리만 가설로 일컬어지는 문제로, 현대 수학의 주요 난제로 꼽힌다.
리만 제타 함수의 영점들은 해석적 수론에서 소수의 분포에 대한 연구에 대해 매우 중요한 역할을 한다. 예를 들어, 소수 정리는 리만 제타 함수의 영점들에 대한 동치인 명제로 바뀌어 증명될 수 있다.

## 일반화
리만 제타 함수를 일반화한 몇 가지 제타 함수가 있다. 그중 가장 간단한 것은 후르비츠 제타 함수이며 다음과 같이 정의된다.
{\displaystyle \zeta (s,q)=\sum _{k=0}^{\infty }(k+q)^{-s}}
이 함수는 {\displaystyle q=1}일 때 리만 제타 함수가 된다.

## 참고 문헌
- Borwein, Jonathan; David M. Bradley, Richard Crandall (2000). “Computational Strategies for the Riemann Zeta Function” (PDF). 《J. Comp. App. Math.》 (영어) 121 (1–2): 247–296. Bibcode:2000JCoAM.121..247B. doi:10.1016/S0377-0427(00)00336-8. 2006년 9월 25일에 원본 문서 (PDF)에서 보존된 문서. 2014년 4월 26일에 확인함.
- Edwards, H. M. (1974). 《Riemann's Zeta Function》 (영어). Academic Press. ISBN 0-486-41740-9.
- Ivic, A. (1985). 《The Riemann Zeta Function》 (영어). John Wiley & Sons. ISBN 0-471-80634-X.
- Motohashi, Y. (1997). 《Spectral Theory of the Riemann Zeta-Function》 (영어). Cambridge University Press. ISBN 0521445205.
- Karatsuba, A. A.; S.M. Voronin (1992). 《The Riemann Zeta-Function》 (영어). W. de Gruyter.
- Newman, Donald J. (1998). 《Analytic number theory》. Graduate Texts in Mathematics (영어) 177. Springer. ISBN 0-387-98308-2.
- Titchmarsh, Edward Charles (1986). 《The Theory of the Riemann Zeta Function》 (영어) 2판. Oxford University Press.

## 같이 보기
- 리만 가설
- 소수 정리
- 베른하르트 리만
- 레온하르트 오일러
- 소수와 오일러의 곱셈공식
- 바젤 문제
- 니븐 상수
- 제타 함수
- L-함수
- 비자명한 영점